# ロマンスは熱いうちに -The City of Romance-
「ロマンスは熱いうちに -The City of Romance-」（ロマンスはあついうちに ザ・シティ・オブ・ロマンス）は、1984年4月15日に発売された麻倉未稀の9枚目のシングル。発売元はキングレコード/CRYSTAL BIRD。

## 概要
表題曲は、麻倉本人が出演した協和発酵(現・協和キリン株式会社)・焼酎「SUN」CMイメージソングとして使用された。
翌月に発売されたアルバム『Dancin' M』のLPにはB面曲「ワインクーラーでもう一度」のみ収録され、「ロマンスは熱いうちに -The City of Romance-」は『Dancin' M』のCD版と、次のアルバム『ROMANCE』に収録された。

## 収録曲
1. ロマンスは熱いうちに -The City of Romance- (3:56)
作詞：松井五郎 / 作曲：いけたけし / 編曲：戸塚修
2. ワインクーラーでもう一度 (3:51)
作詞：麻倉未稀 / 作曲：高瀬政彦 / 編曲：戸塚修

## 参考資料
- オリコン『SINGLE CHART-BOOK COMPLETE EDITION 1968-2005』オリコン・マーケティング・プロモーション、2006年4月。ISBN 9784871310765。